# Memories of the Alhambra
Memories of the Alhambra (hangul: 알함브라 궁전의 추억; rr: Alhambeura Gungjeonui Chueok) é uma telenovela sul-coreana exibida pela tvN de 1 de dezembro de 2018 a 20 de janeiro de 2019, estrelada por Hyun Bin e Park Shin-hye.

## Enredo
Depois de receber um e-mail sobre um jogo AR inovador sobre batalhas medievais em Alhambra, Yoo Jin-woo (Hyun Bin), CEO de uma empresa de investimentos especializada em dispositivos ópticos, viaja para Granada, Espanha para conhecer o criador do jogo, Jung Se-joo (Park Chan-yeol). No entanto, Se-joo está desaparecido e lá, ele conhece sua irmã Jung Hee-joo (Park Shin-hye), dona do albergue em que ele se hospeda. Ambos se envolvem em incidentes misteriosos, e a fronteira entre o mundo real e o mundo AR construído por Se-joo começa a se confundir na mente de Yoo Jin-woo, não sabendo definir os dois mundos.

## Elenco

### Elenco principal
- Hyun Bin como Yoo Jin-woo
- Park Shin-hye como Jung Hee-joo / Emma
  - Lee Chae-yoon como Jung Hee-joo (jovem)
  - Park Chan-Yeol [2] como Jung Se-joo

### Elenco de apoio
- Kim Jun-eui como Jung Se-joo (jovem)
- Kim Yong-rim como Oh Young-shim
- Lee Re como Jung Min-joo
- Lee Hak-joo como Kim Sang-bum
- Park Hoon como Cha Hyung-seok
- Lee Seung-joon como Park Son-ho
- Min Jin-woong como Seo Jung-hoon
- Jo Hyun-chul como Choi Yang-joo
- Lee Si-won como Lee Soo-jin
- Kim Eui-sung como Cha Byung-jun
- Ryu Abel como Lee Soo-kyung
- Han Bo-reum como Ko Yoo-ra
- Lee Jae-wook como Marco Han
- Park Jin-woo como Noh Yong-jun
- Kim Do-yeon
- Han Da-sol
- Jung Min-sung como pai de Hee-joo
- Choi Yoo-song como mãe de Hee-joo
- Kim Hyun-mook como funcionário da empresa

### Aparições especiais
- Park Hae-soo como A
- Park Seul-gi como repórter de notícias de entretenimento
- Park Jong-jin como repórter
- Anh Sung-sup como repórter

## Trilha sonora
| N.º            | Título                                                                      | Artista         | Duração |  |
| 1.             | "Star (Little Prince)" (별 (Little Prince))                                 | Loco U Sung-eun | 3:02    |  |
| 2.             | "Daydream" (백일몽)                                                         | Elaine          | 4:10    |  |
| 3.             | "Is You"                                                                    | Ailee           | 4:26    |  |
| 4.             | "Memories of the Alhambra" (알함브라 궁전의 추억)                           | George          | 3:05    |  |
| 5.             | "I'm Here"                                                                  | Yang Da-il      | 3:46    |  |
| 6.             | "Maybe We" (우린 어쩌면)                                                    | Eddy Kim        | 4:54    |  |
| 7.             | "I'm Here" (Guitar Solo Ver.)                                               | Jung Jae-pil    | 3:46    |  |
| 8.             | "Inevitable duel" (피할 수 없는 결투)                                       | Jung Se-rin     | 3:07    |  |
| 9.             | "The Beginning of Magic" (마법의 시작)                                      | Jung Se-rin     | 4:27    |  |
| 10.            | "Delusion and Truth" (망상과 진실)                                          | Ju In-ro        | 3:00    |  |
| 11.            | "New Enemies Detected" (새로운 적 발견)                                     | Kim Hyun-do     | 2:21    |  |
| 12.            | "Death in Granada"                                                          | Lee Roo-ri      | 2:15    |  |
| 13.            | "Unreal Reality" (비현실 같은 현실)                                         | Lee Roo-ri      | 2:32    |  |
| 14.            | "The World of Mystery" (신비의 세계)                                        |                 | 2:54    |  |
| 15.            | "Connection Error" (접속 오류)                                              | Lee Roo-ri      | 2:23    |  |
| 16.            | "Accidental Encounter" (우연한 만남)                                        | Lee Yoon-ji     | 3:33    |  |
| 17.            | "Magical Reality Drawn In Front of the Eyes" (눈앞에 그려진 마법 같은 현실) | Lee Yoon-ji     | 2:11    |  |
| 18.            | "Hostel Bonita" (보니따 호스텔)                                             | Lee Roo-ri      | 2:15    |  |
| 19.            | "Embarrassing Incident" (당황스러운 사건)                                   | Lee Yoon-ji     | 1:38    |  |
| 20.            | "Victory Achieved" (승리 달성)                                              | Kim Hyun-do     | 2:33    |  |
| 21.            | "Play Harder" (게임 노가다)                                                 | Goo Bon-chun    | 2:57    |  |
| 22.            | "Three Dimensional Space" (3차원의 공간)                                    | Kim Hyun-do     | 2:21    |  |
| 23.            | "Beyond Limits Game" (한계를 넘어선 게임)                                   | Jung Se-rin     | 2:55    |  |
| 24.            | "Alliance Made" (동맹을 맺었습니다)                                         | Jung Se-rin     | 3:05    |  |
| 25.            | "Item He Left" (그가 남긴 아이템)                                           | Jung Se-rin     | 3:17    |  |
| Duração total: | Duração total:                                                              | Duração total:  | 2:05:45 |  |

## Recepção
Na tabela abaixo, os números azuis representam as audiências mais baixas e os números vermelhos representam as audiências mais elevadas.
| 1        | 1 de dezembro de 2018  | 7.507% (1st)  | 9.188% (1st)  | 7.2%  | 7.8%  |
| 2        | 2 de dezembro de 2018  | 7.363% (1st)  | 9.179% (1st)  | 7.8%  | 9.0%  |
| 3        | 8 de dezembro de 2018  | 6.950% (1st)  | 8.788% (1st)  | —     | —     |
| 4        | 9 de dezembro de 2018  | 8.154% (1st)  | 11.180% (1st) | 8.1%  | 10.4% |
| 5        | 15 de dezembro de 2018 | 6.829% (1st)  | 8.351% (1st)  | —     | —     |
| 6        | 16 de dezembro de 2018 | 7.863% (1st)  | 10.206% (1st) | 8.2%  | 10.3% |
| 7        | 22 de dezembro de 2018 | 7.442% (1st)  | 9.921% (1st)  | —     | —     |
| 8        | 23 de dezembro de 2018 | 8.504% (1st)  | 11.200% (1st) | 8.0%  | —     |
| 9        | 29 de dezembro de 2018 | 7.563% (1st)  | 9.797% (1st)  | —     | —     |
| 10       | 30 de dezembro de 2018 | 9.207% (1st)  | 11.776% (1st) | —     | —     |
| 11       | 5 de janeiro de 2019   | 9.431% (1st)  | 12.440% (1st) | —     | —     |
| 12       | 6 de janeiro de 2019   | 9.851% (1st)  | 13.592% (1st) | 9.5%  | —     |
| 13       | 12 de janeiro de 2019  | 9.316% (1st)  | 11.841% (1st) | —     | —     |
| 14       | 13 de janeiro de 2019  | 10.025% (1st) | 12.996% (1st) | 10.0% | —     |
| 15       | 19 de janeiro de 2019  | 9.004% (1st)  | 11.450% (1st) | —     | —     |
| 16       | 20 de janeiro de 2019  | 9.933% (1st)  | 12.383% (1st) | 11.0% | —     |
| Média    | Média                  | 8.434%        | 10.893%       | —     | —     |
| Especial | 21 de dezembro de 2018 | 3.341%        | 4.319%        | —     | —     |

- Este drama foi transmitido por um canal de televisão por assinatura, que normalmente tem um público relativamente menor em comparação com as emissoras de televisão abertas (KBS, SBS, MBC e EBS).